# 蔡正平
蔡正平（1930年—），男，上海人，中国计量技术专家，曾任中国计量科学研究院副院长，国家计量局总工程师。